# Gromada Dzika Kaczka
Gromada Dzika Kaczka (znana również jako M11, Messier 11 lub NGC 6705) – gromada otwarta znajdująca się w gwiazdozbiorze Tarczy. Jest jedną z najbardziej bogatych w gwiazdy i zwartych gromad otwartych.

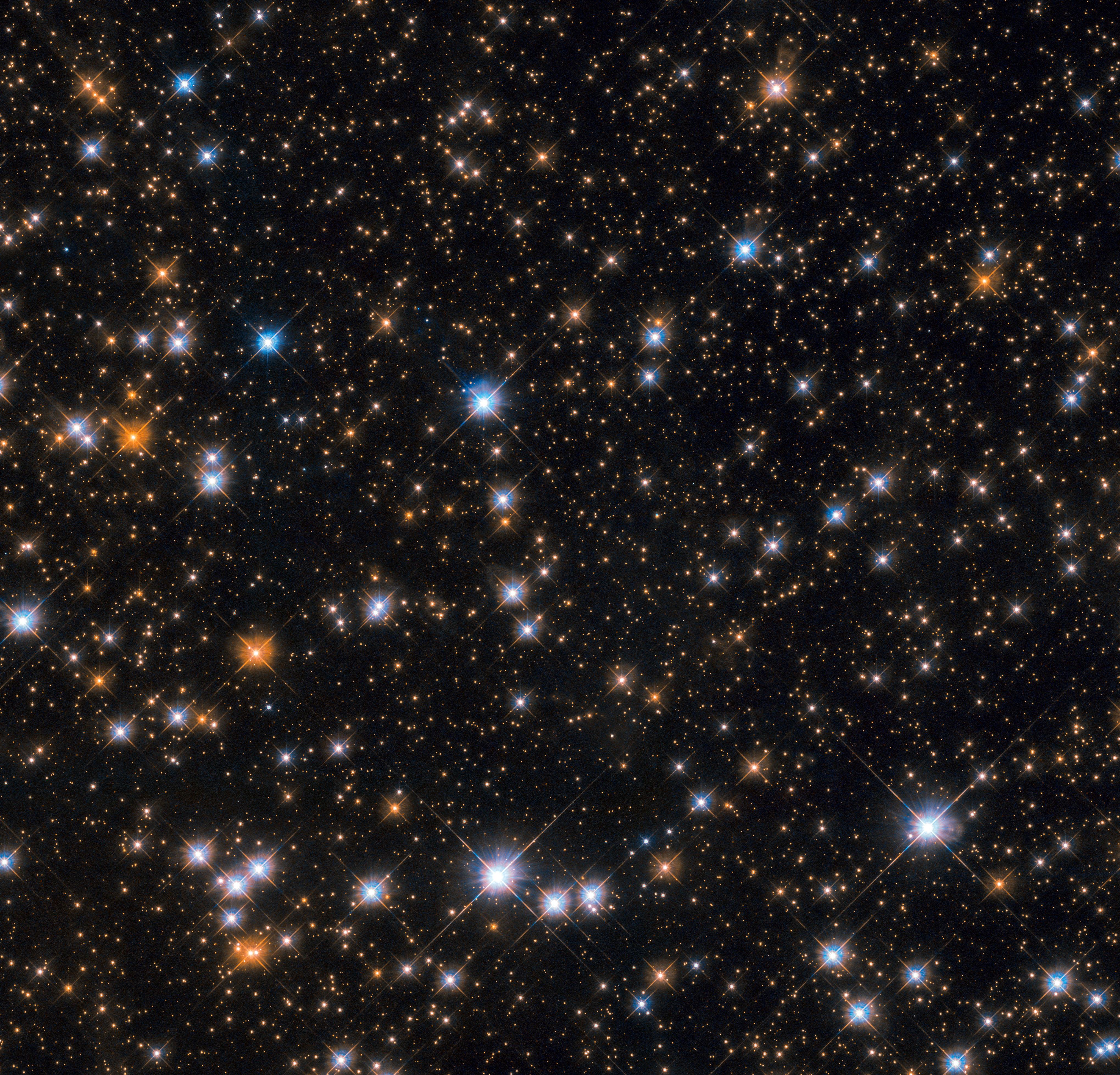
Zbliżenie gromady (HST)

Odkrył ją w 1681 roku Gottfried Kirch, jednak widział ją w swym teleskopie jako rozmytą plamkę. Jako pierwszy indywidualne gwiazdy w gromadzie dostrzegł William Derham w 1733 roku. 30 maja 1764 roku Charles Messier dodał ją do swego katalogu pod numerem 11.
Wiek Gromady Dzika Kaczka szacuje się na 250 milionów lat. W jej skład wchodzi około 2900 gwiazd. Znajduje się w odległości około 6000 lat świetlnych (1840 pc). Jej średnica to prawie 20 lat świetlnych. Niewidoczna gołym okiem, jej jasność to 6,3m.